# Plaisir d'amour
Plaisir d'amour (lett. "Piacere d'amore") è una romanza composta attorno al 1785 dal musicista Jean-Paul-Égide Martini su versi del poeta romantico francese Jean-Pierre Claris de Florian, contenuti a loro volta nella novella Célestine, nouvelle espagnole, terza delle sue Six nouvelles pubblicate nel 1784.
Sebbene sia stata scritta nel XVIII secolo e risenta del clima culturale del periodo, la canzone è stata interpretata anche in epoche moderne e arrangiata anche sotto forma di canzone pop. Hector Berlioz ne scrisse un arrangiamento per orchestra nel 1859.

## Interpretazioni e adattamenti
Interpretazioni successive degne di nota sono quelle di Joan Baez, Brigitte Bardot, Nana Mouskouri, Karen Allyson e Charlotte Church. Una parte del tema melodico fu utilizzata sia per la canzone My Love Loves Me interpretata da Anita Carter nel 1950, sia per la celebre Can't Help Falling in Love, portata al successo da Elvis Presley nel 1961 e poi ripresa da vari altri artisti. Un altro adattamento, con un testo ancora differente, fu inciso nel 1969 dal trio greco Aphrodite's Child col titolo: I Want to Live.
Nel 2009 la romanza è stata inserita in un album dal titolo: Le Salon de Musique de Marie-Antoinette, che raccoglie le canzoni preferite dalla regina Maria Antonietta d'Asburgo-Lorena, oltre a C'est mon ami, canzone da lei stessa composta sempre su testo di Florian. Si racconta che durante la Rivoluzione francese i parigini potessero udire la sovrana ormai deposta cantare Plaisir d'amour dalla sua prigione nella Conciergerie.

## Nel cinema
Plaisir d'amour fu cantata nel film Un grande amore (1939) da Irene Dunne, accompagnata al pianoforte da Maria Ouspenskaya. In una scena del film L'ereditiera (1949), Montgomery Clift corteggia il personaggio interpretato da Olivia de Havilland, cantando e suonando la romanza; la melodia è presente anche nella colonna sonora del film composta da Aaron Copland, che vinse il premio Oscar nel 1950. La melodia è suonata in una scena di Désirée (1954) quando Napoleone e la protagonista passeggiano nel giardino della casa di lei a Marsiglia. La canzone è presente anche nel film La bandera – Marcia o muori (1977) di Dick Richards. In un episodio del 2001 della serie televisiva Band of Brothers – Fratelli al fronte, trasmessa dalla HBO, viene invece eseguita da un coro di bambini.

## Testo

### Originale in francese
Plaisir d'amour ne dure qu'un moment.

chagrin d'amour dure toute la vie.
J'ai tout quitté pour l'ingrate Sylvie.

Elle me quitte et prend un autre amant.
Plaisir d'amour ne dure qu'un moment.

chagrin d'amour dure toute la vie.
Tant que cette eau coulera doucement

vers ce ruisseau qui borde la prairie,
Je t'aimerai, me répétait Sylvie.

L'eau coule encore. Elle a changé pourtant.
Plaisir d'amour ne dure qu'un moment.

chagrin d'amour dure toute la vie.

### Traduzione italiana
La gioia dell'amore non dura che un momento,

La pena d'amore dura tutta la vita.
Ho lasciato tutto per l'ingrata Silvia,

E lei mi lascia e prende un altro amante.
La gioia dell'amore non dura che un momento,

La pena d'amore dura tutta la vita.
"Finché quest'acqua scorrerà lentamente

Verso quel ruscello che costeggia il prato
Io ti amerò", mi ripeteva Silvia.

L'acqua scorre ancora. Lei invece è cambiata.
La gioia dell'amore non dura che un momento,

La pena d'amore dura tutta la vita.

## Interpreti
- 1931 – Yvonne Printemps
- 1934 – Beniamino Gigli
- 1955 – Tino Rossi
- 1961 – Joan Baez
- 1965 – Ettore Bastianini
- 1965 – Marianne Faithfull
- 1971 – Nana Mouskouri
- 1976 – Pierrot Lunaire
- 1991 – Franco Battiato
- 1999 – Karrin Allyson
- 2000 – Marie Denise Pelletier
- 2002 – Andrea Bocelli
- 2003 – Emmylou Harris

Altri
- Brigitte Bardot
- Helmut Lotti
- Mireille Mathieu
- Ivan Rebroff
- Eddy Mitchell
- Nick Drake
- Renata Tebaldi